# エジソニア・ホール

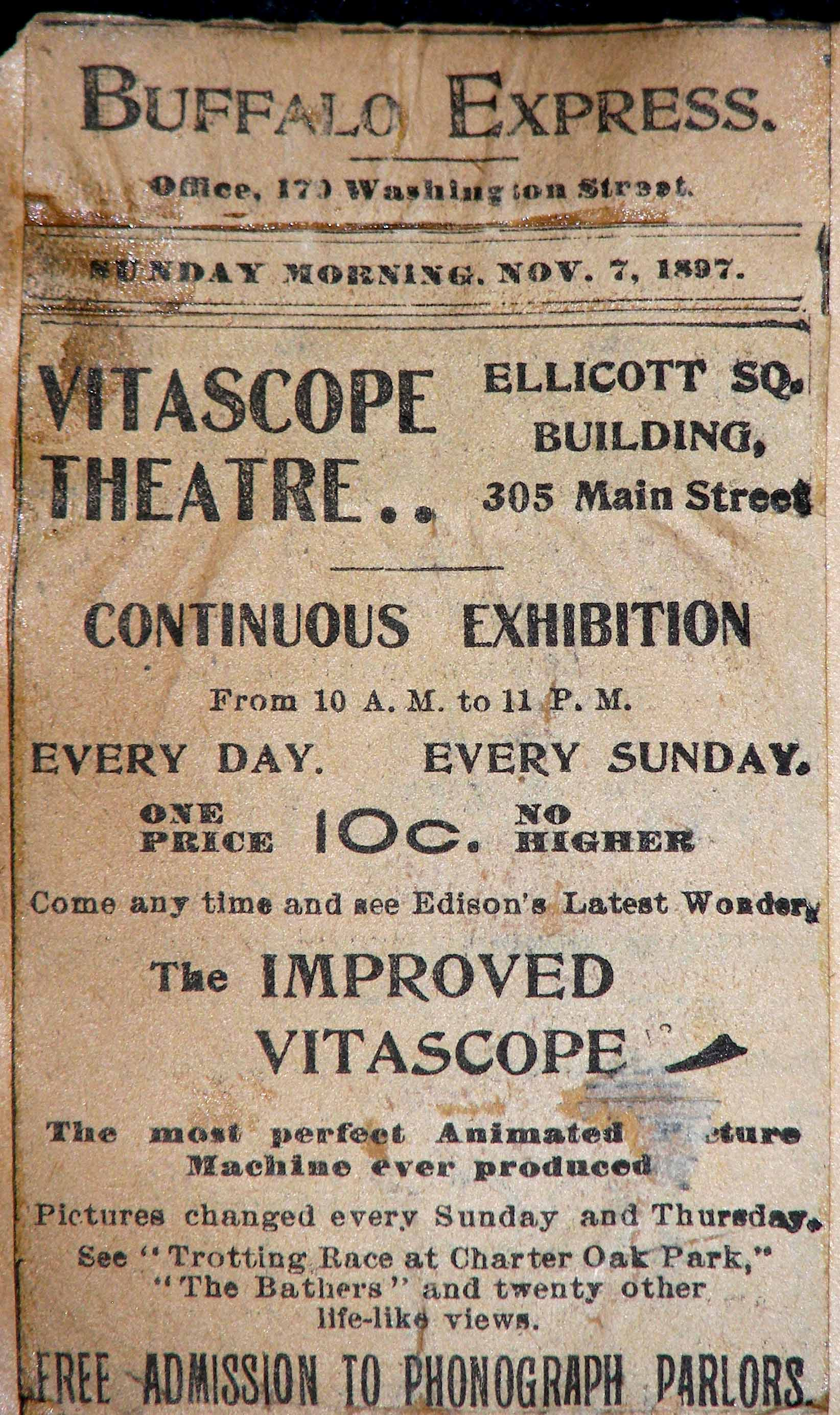
バッファローのヴァイタスコープ・シアターの新聞広告、1897年11月。

エジソニア・ホール (Edisonia Hall) は、トーマス・アルバ・エジソンの会社が発明した様々な品々を展示した各地の展示施設の名前として、広く一般名詞のように用いられていた。展示されていた発明品には、写真やヴァイタスコープ、キネトスコープなどの機器が含まれていた。
1896年10月19日、ニューヨーク州バッファローのエリコット・スクエア・ビルディングにミッチェル・マークとモー・マークが開設したエジソニア・ホールは、特にヴァイタスコープ・シアターを備えていたことで特別な存在であった。このエジソニア・ホールは、知られる限り世界最初の、映画上映専用に設計された映画館であった。当時の新聞諸紙、例えば『Buffalo Express』や『Buffalo News』などは、このシアターを「ヴァイタスコープ・シアター」、「ヴァイタスコープ・ホール」、「エレクトリカル・ホール」などとして言及していた。
ここで上映された最初期の映画の大部分は、パテ・フレールを通して入手されたリュミエール兄弟の作品であった。開業初年度には、のべ20万人以上がスクリーンに投射される活動写真を観るために入場した。このシアターは、2年近く営業を続けたが、これは最初期の映画館としては、知られている限り最も長期に及んだものであった。2007年11月25日付の『Buffalo News』紙に掲載されたマーク・ソマー (Mark Sommer) の記事は、このシアターの歴史的意義を確認するものであった。